# Archimantis
Archimantis is een geslacht van bidsprinkhanen uit de  familie van de Mantidae. 

## Soorten
- Archimantis armata Wood-Mason, 1877
- Archimantis brunneriana Saussure, 1871
- Archimantis gracilis Milledge, 1997
- Archimantis latistyla (Serville, 1839)
- Archimantis monstrosa Wood-Mason, 1878
- Archimantis quinquelobata Tepper, 1905
- Archimantis sobrina Saussure, 1872
- Archimantis straminea Sjostedt, 1918
- Archimantis vittata Milledge, 1997